# Thysyssel
Thysyssel var i middelalderen et syssel, der bestod af følgende herreder:
- Hillerslev Herred
- Hundborg Herred
- Hassing Herred
- Han Herred
- Refs Herred,

Området svarer til Thy, Hanherred, Thyholm og Thyborøn i Nordvestjylland.